# Acaena magellanica
Acaena magellanica là loài thực vật có hoa trong họ Hoa hồng. Loài này được Vahl mô tả khoa học đầu tiên năm 1804.

## Hình ảnh

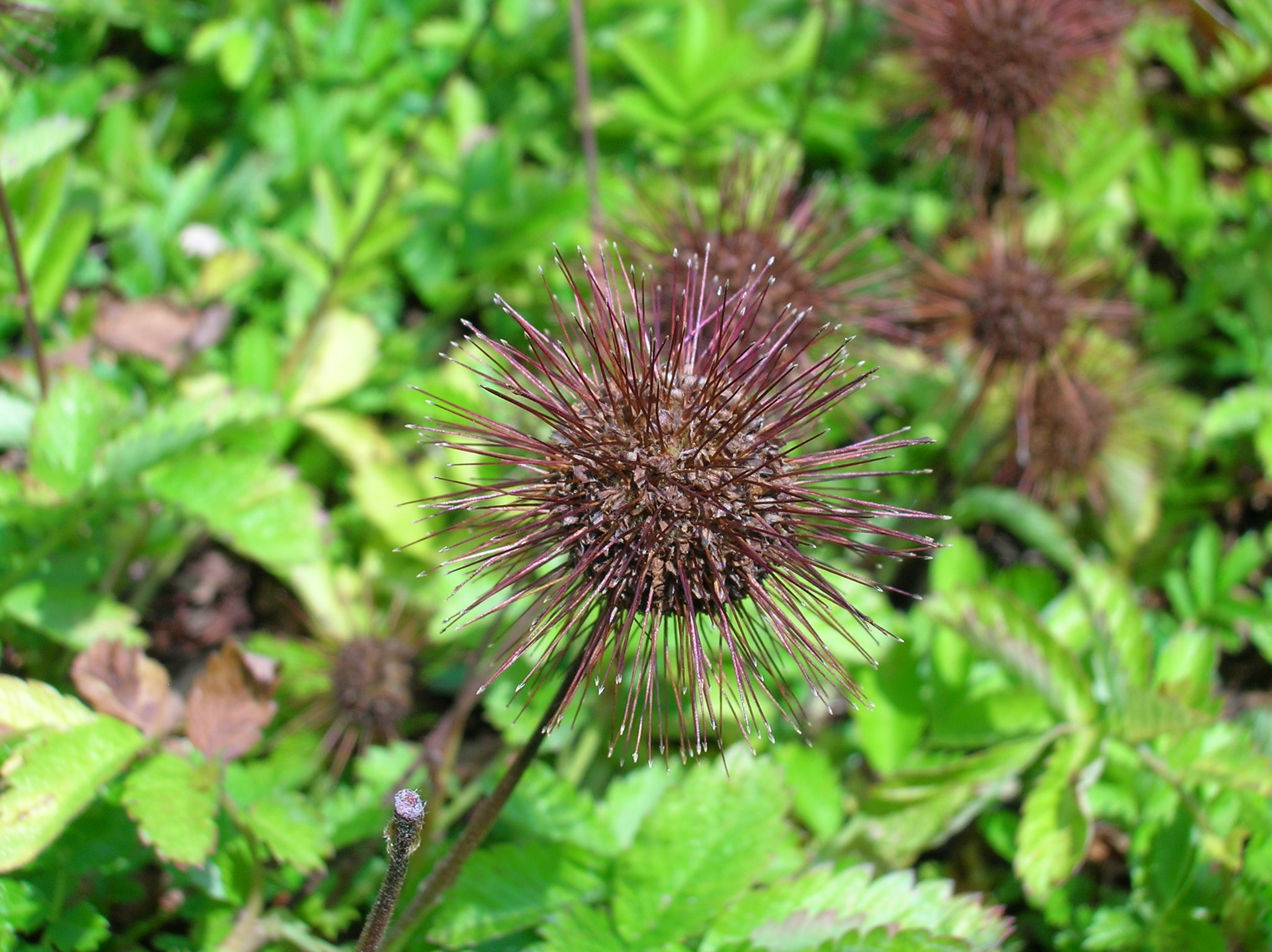
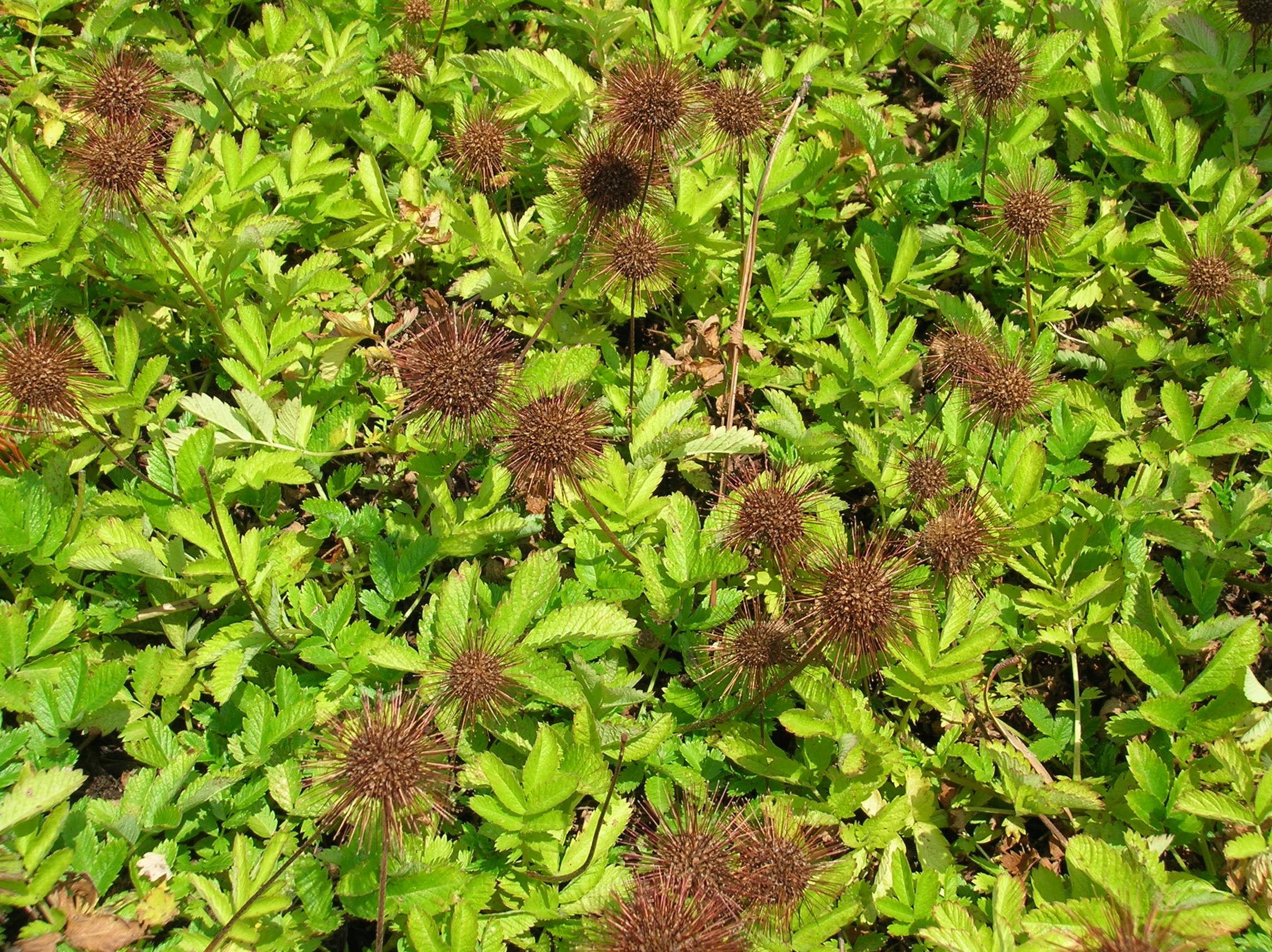
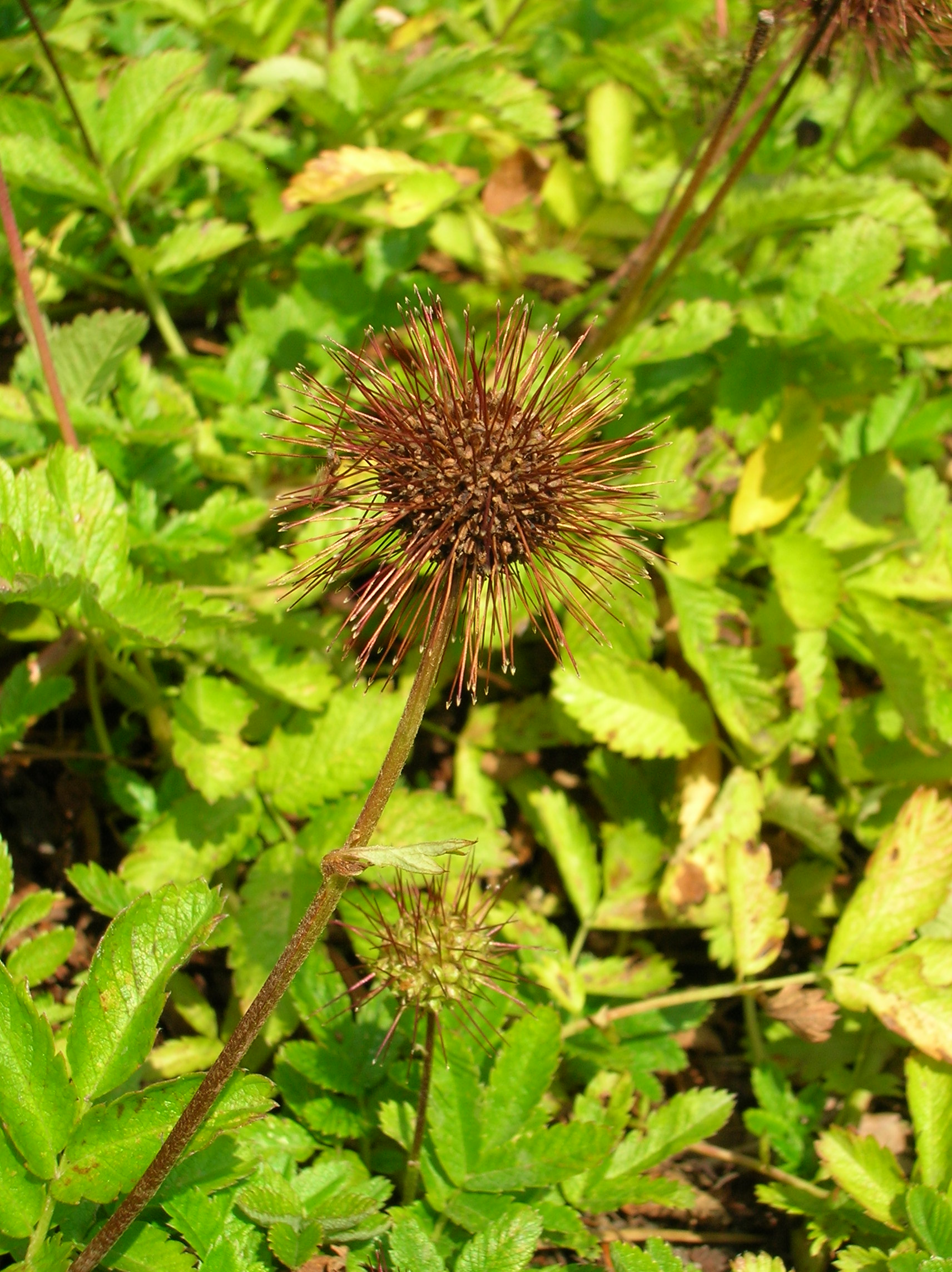
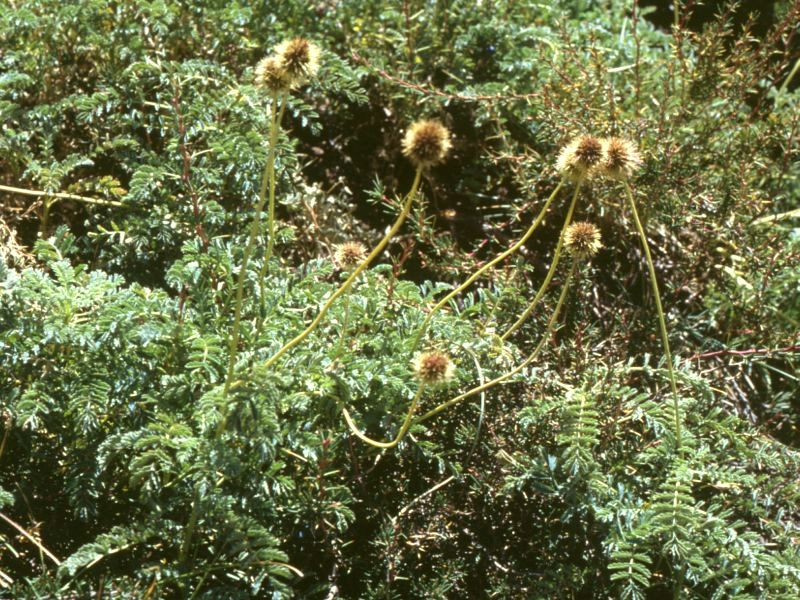